# Isak Doera
Isak Doera (ur. 29 września 1931 w Jopu, zm. 19 maja 2012) – indonezyjski duchowny katolicki, biskup diecezjalny Sintang 1976-1996.

## Życiorys
Święcenia kapłańskie otrzymał 18 stycznia 1959.
9 grudnia 1976 papież Paweł VI mianował go biskupem diecezjalnym Sintang. 19 maja 1977 z rąk kardynała Justinus Darmojuwono przyjął sakrę biskupią. 1 stycznia 1996 ze względu na wiek złożył rezygnację z zajmowanej funkcji.
Zmarł 19 maja 2012.